# U-Bahn-Station Hardeggasse
Die Station Hardeggasse der U-Bahn-Linie U2 im 22. Wiener Gemeindebezirk Donaustadt wurde in Hochlage errichtet. Die Station befindet sich im äußersten Westen des Bezirksteils Stadlau nördlich des Stadlauer Friedhofs, westlich der Hardegggasse und südlich der Schickgasse.
Die Station wurde am 2. Oktober 2010 mit der Eröffnung des dritten Teilstücks der U2 zwischen Stadion und Aspernstraße ihrer Bestimmung übergeben.
Sie ist zweigleisig und verfügt über einen Inselbahnsteig mit zwei Abgängen sowie zwei Aufzügen, welche in das Aufnahmegebäude führen. Im Umfeld der Station befinden sich zahlreiche Wohnhausanlagen.

## Schreibweise
Laut Wiener Gemeinderatsbeschluss vom 17. Dezember 1999 ist die neue deutsche Rechtschreibung bei Straßennamen anzuwenden, demnach wäre eine Schreibweise Hardegggasse sowohl amtlich als auch fachlich korrekt. Jedoch wurde sowohl bei der Planung und Realisierung der Station durch die Wiener Linien wie auch in öffentlichen Auskunftssystemen der Stadt Wien, welche nicht unter den Bestandsschutz fallen, dieser Beschluss konsequent übersehen.

## Bilder

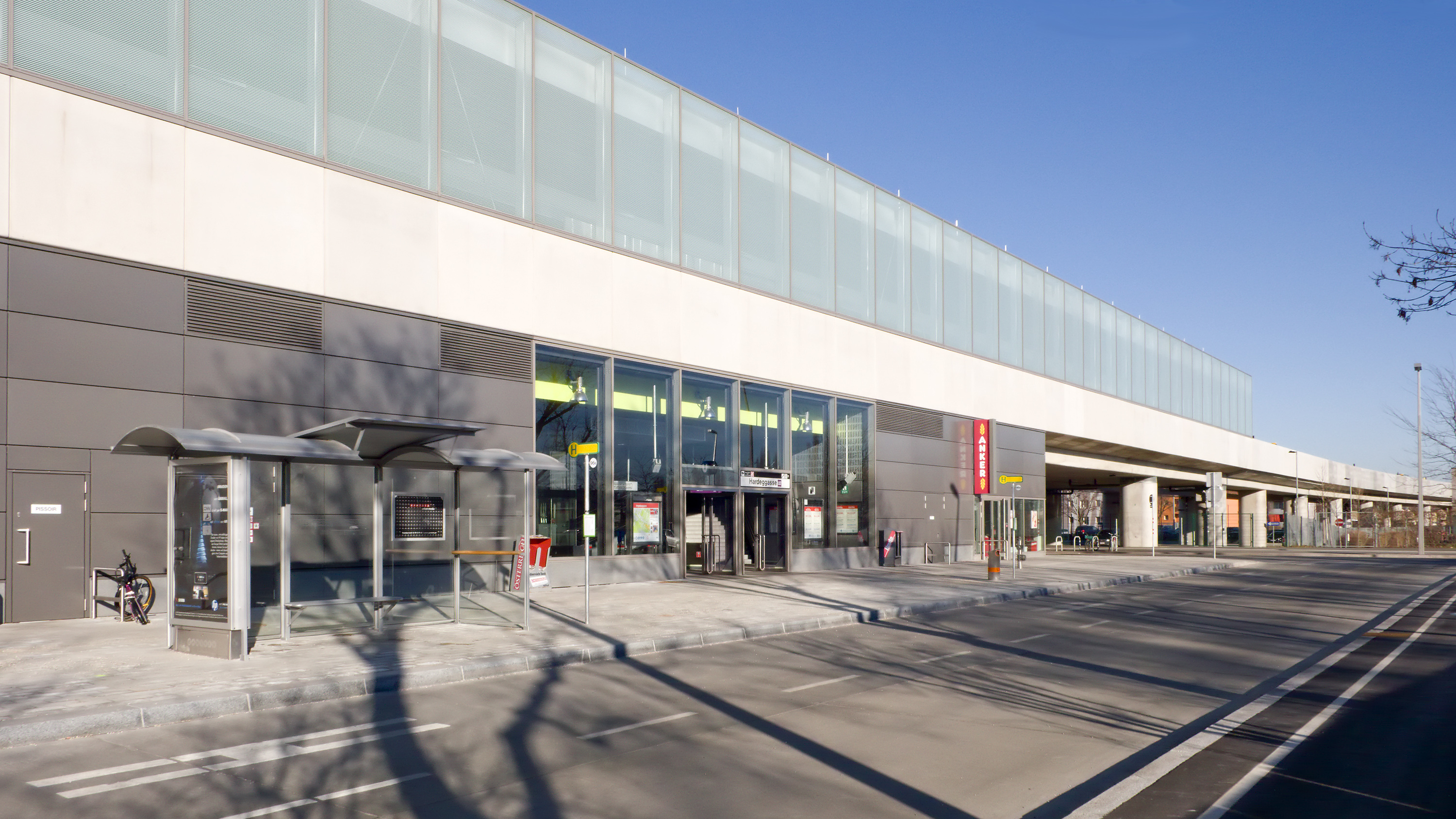
Aufnahmegebäude, Südseite
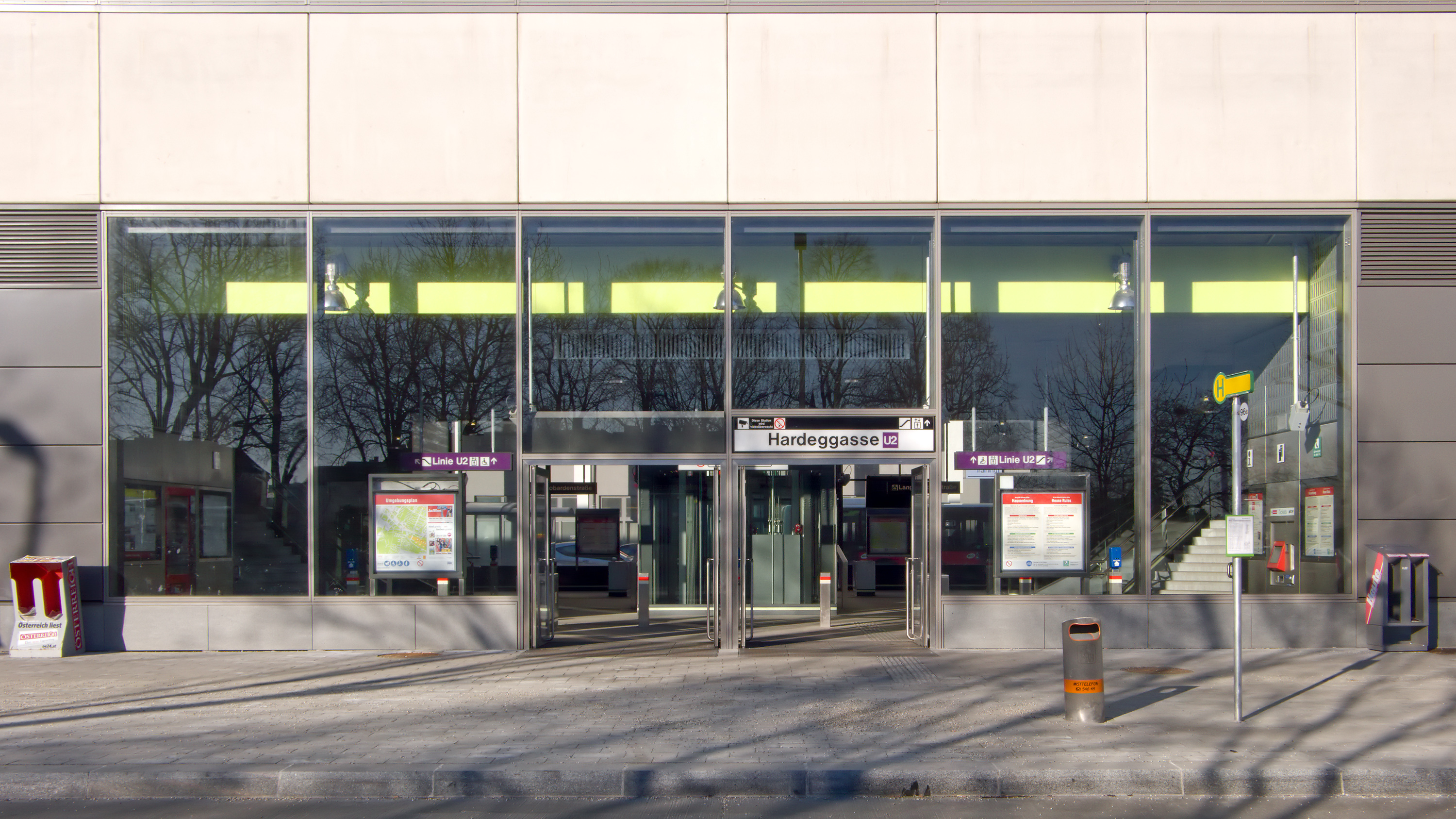
Südseite, Eingang Hardeggasse
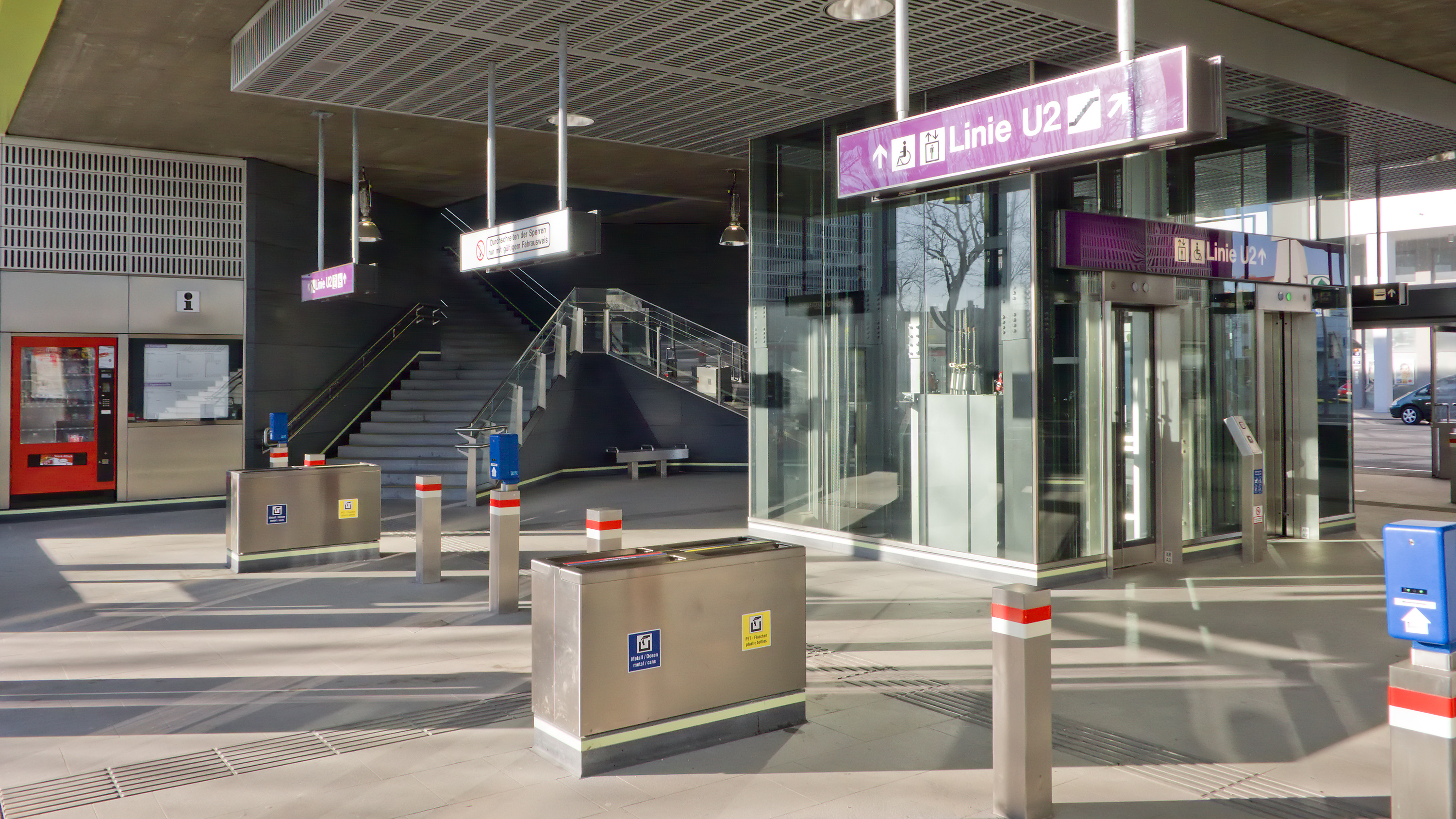
Südseite, Innenansicht
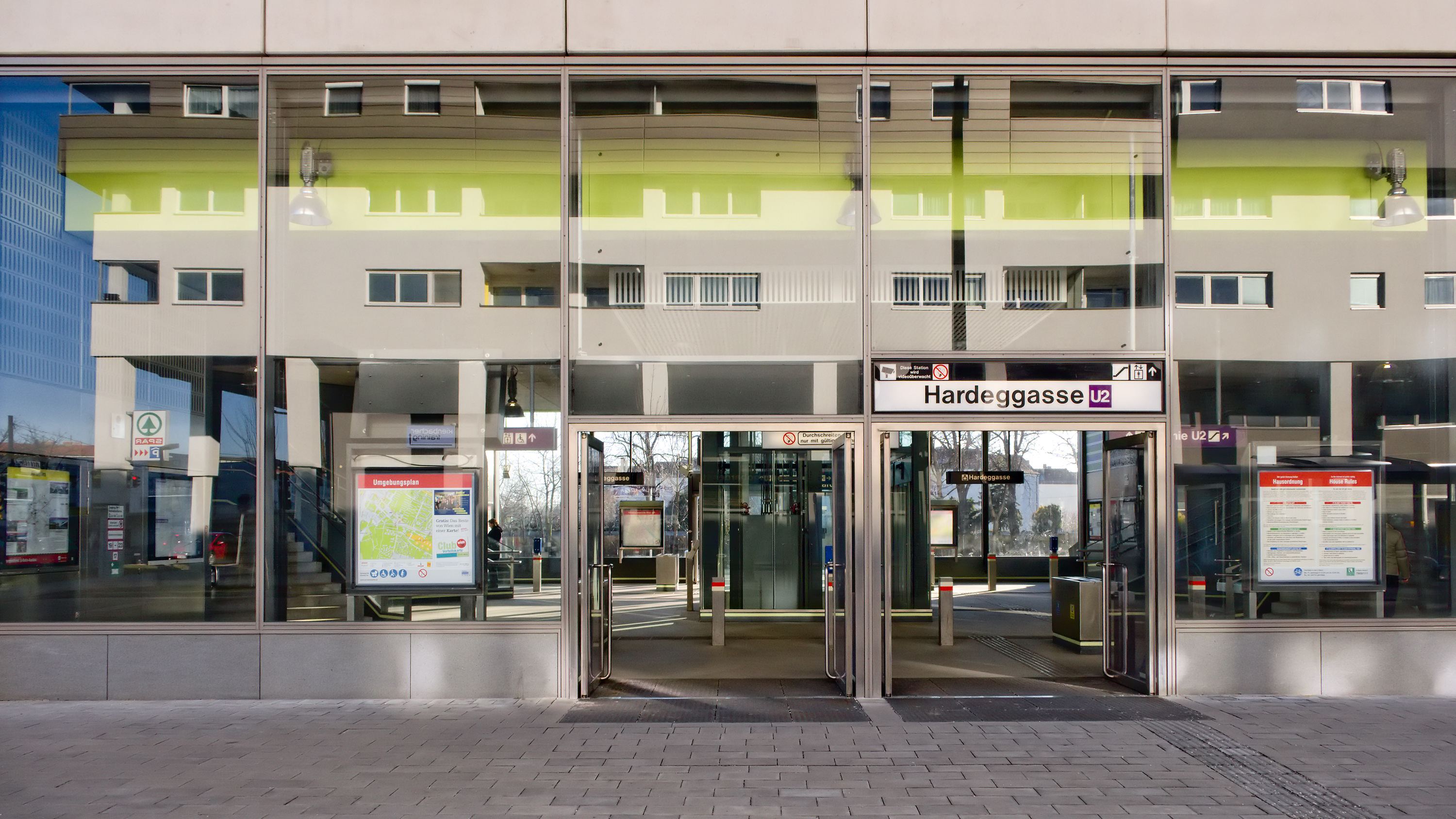
Nordseite, Eingang Langobardenstraße
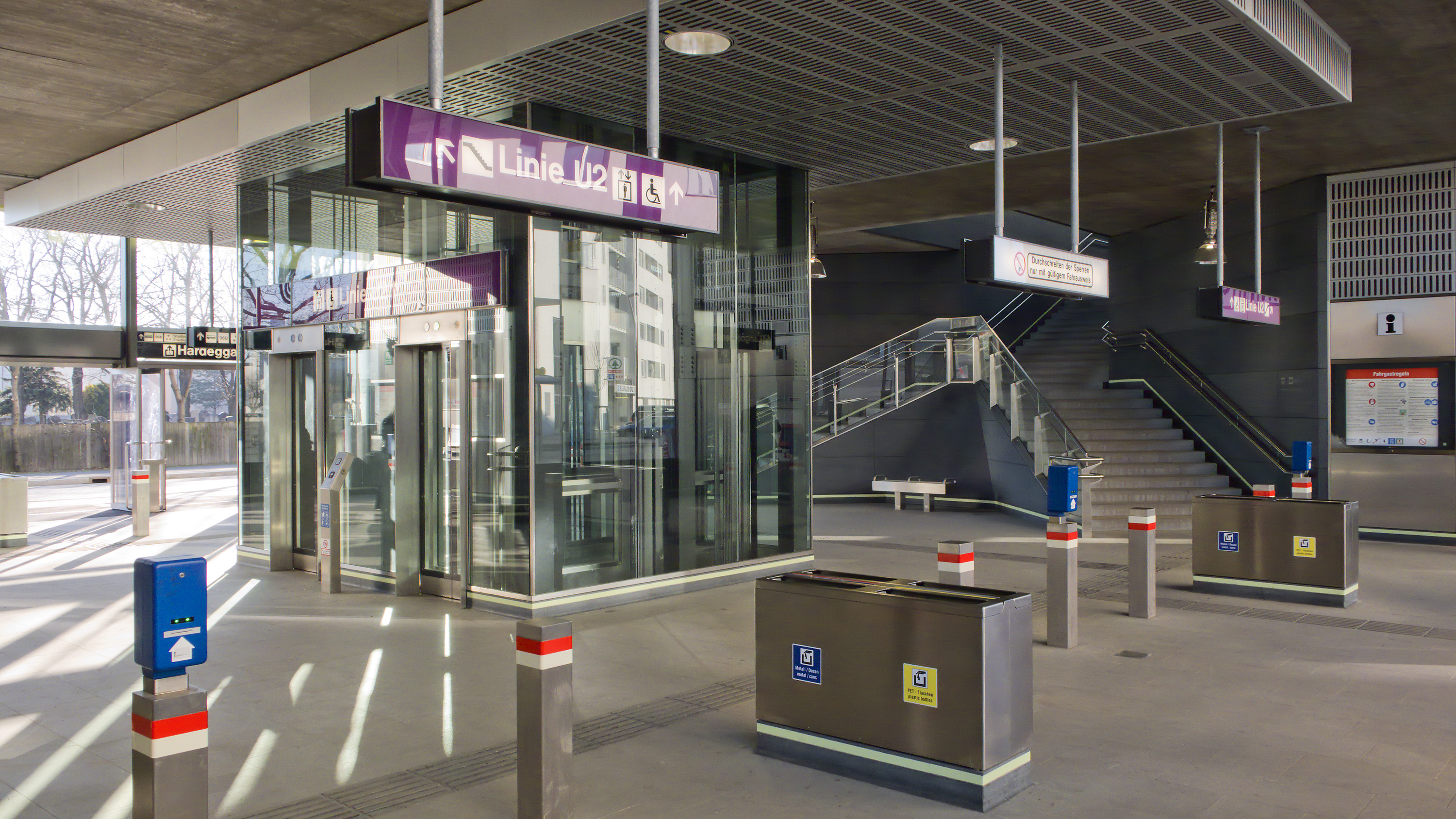
Nordseite, Innenansicht
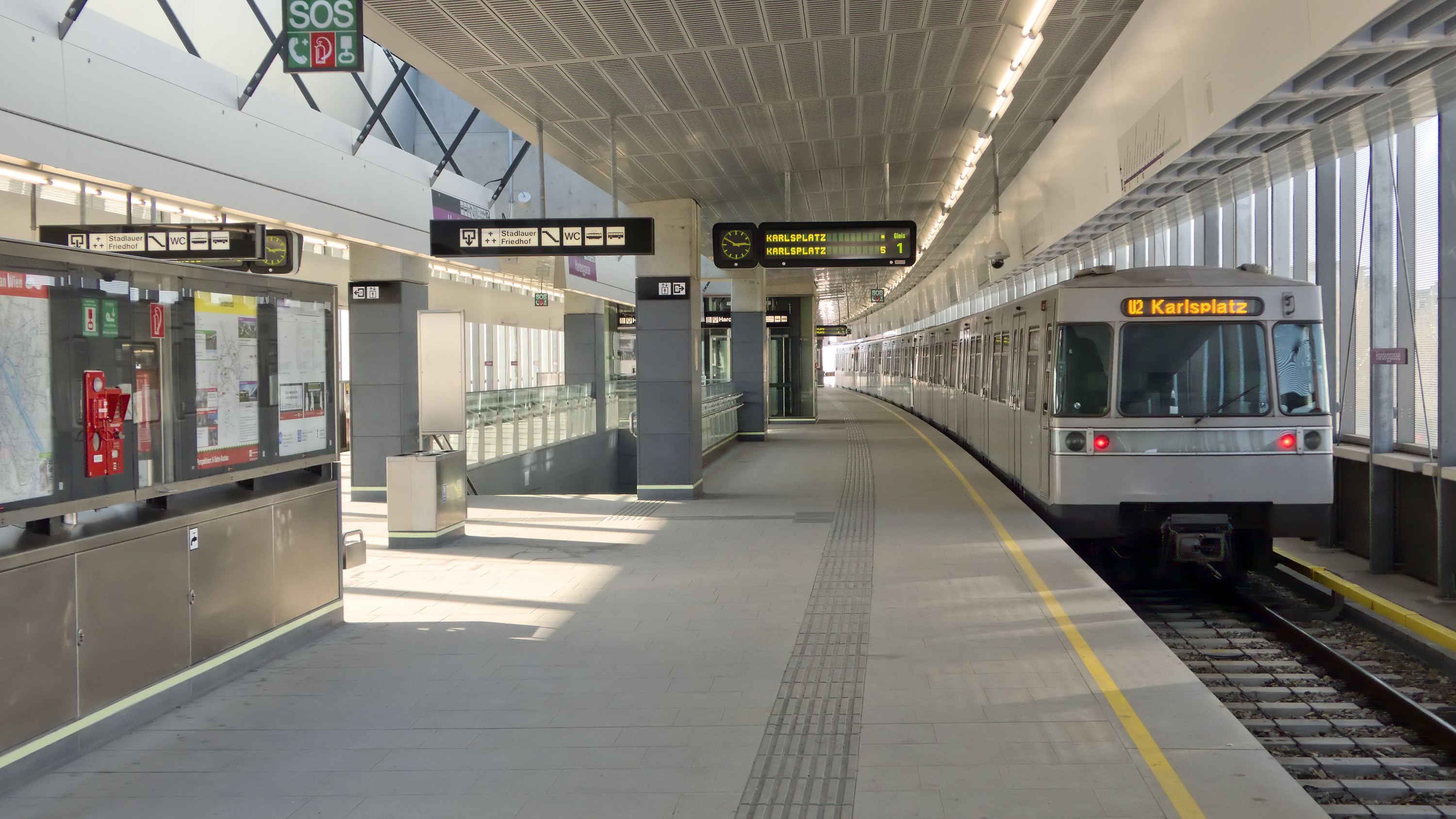
Bahnsteig Richtung Karlsplatz
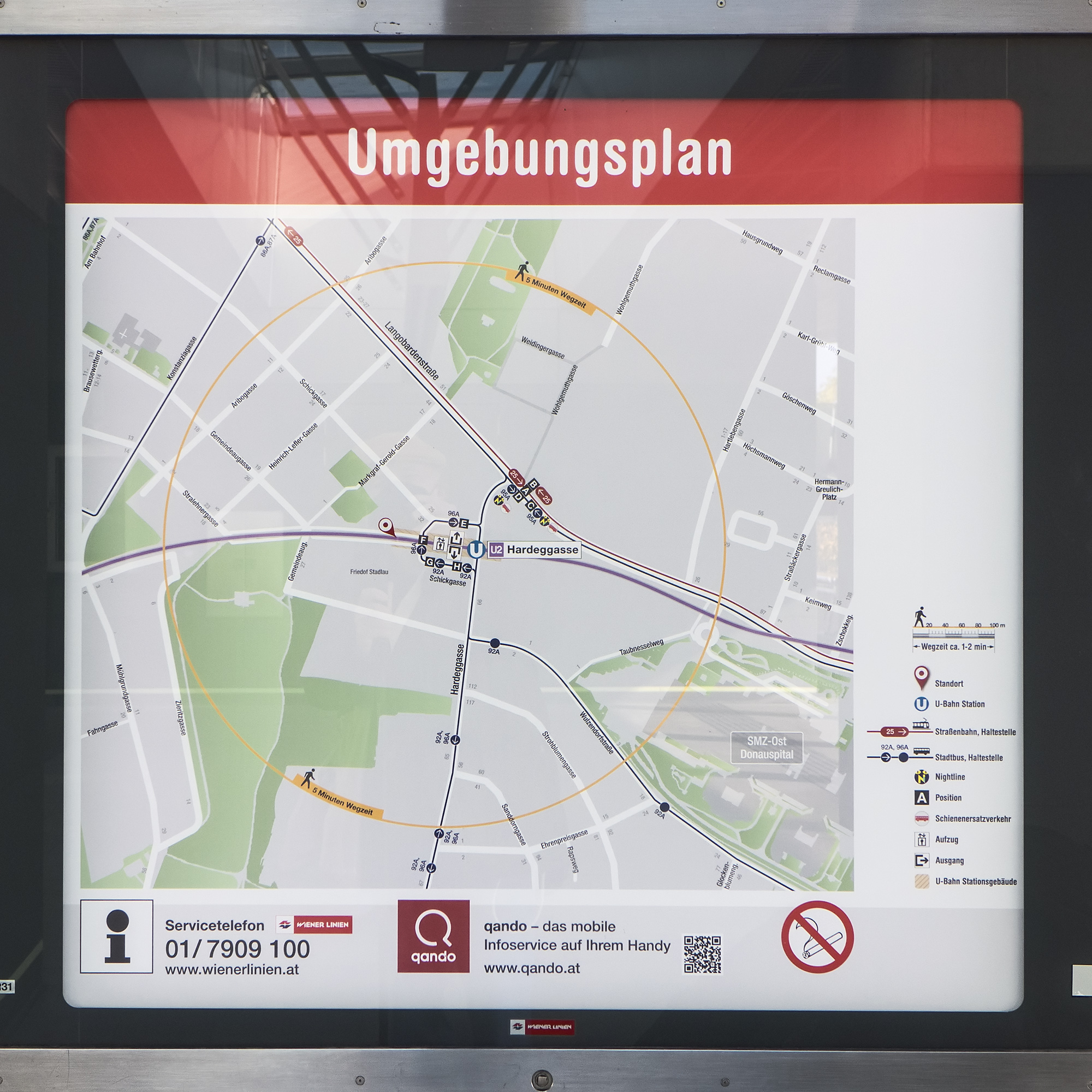
Umgebungsplan